# Times Square Church
De Times Square Church aan Broadway in New York is gesticht door dominee David Wilkerson in 1987 en heeft elke zondag drie diensten (10 uur, 15 uur en 18 uur). Het is een interkerkelijke, fundamentalistische christelijke kerk. Meer dan 8000 mensen, van meer dan 100 nationaliteiten komen elke week bij elkaar om God te aanbidden. De gemeente kent zo'n 30 bedieningen die door vrijwilligers worden uitgevoerd, te denken hierbij valt aan een voedingsprogramma voor de daklozen van New York tot aan een weeshuis in Zuid-Afrika. Een grote taak van Times Square Church is om te geven aan de minderbedeelde.
De kerk heeft kort zijn diensten gehouden in "Town Hall" op 43rd street in Manhattan en daarna tot 1989 in het Nederlander Theatre op 41st Street. In 1989 kocht de kerk het Mark Hellinger Theatre, voorheen bekend als het Hollywood Theatre. Het Mark Hellinger Theatre is het originele thuis van Broadwaymusicals als My Fair Lady, A Funny Thing Happened on the Way to the Forum en Jesus Christ Superstar.
Er is veel te doen geweest rondom de aanschaf van een van Broadways bekendere gebouwen door een kerk. Er zijn al verscheidene zaken gestart om het Mark Hellinger Theatre weer terug te krijgen als legitiem theater. Times Square Church heeft het gebouw van de Nederlanderorganisatie gekocht voor 16 miljoen dollar in 1989 en geeft aan dat ze geen intenties hebben om te verhuizen.
Sinds 2002 heeft oprichter David Wilkerson het senior pastoraat overgedragen aan Carter Conlon, voorheen een evangelische pastor uit Canada en assistent-pastor bij de Times Square Church van 1994 tot 2002. De kerk kent verder ook bezoekdiensten en missies die de wereld rondtrekken om overal diensten te verzorgen. De kerk kent een grote nadruk op gebed, en kent zelfs een gebedsdienst tijdens de preken, onder het podium zit dan een heel team te bidden voor de preek. Op donderdagavond worden elke week gebedsbijeenkomsten gehouden in de kerk op 1657 Broadway.

## Referentie
1. ↑  "Times Square Church", Internet Broadway Database.